# Batrachedra granosa
Batrachedra granosa là một loài bướm đêm thuộc họ Batrachedridae. Loài này có ở Nam Phi.